# (283057) Casteldipiazza
(283057) Casteldipiazza est un astéroïde de la ceinture principale.

## Description
(283057) Casteldipiazza est un astéroïde de la ceinture principale. Il fut découvert le 24 juillet 2008 à San Marcello Pistoiese par Giancarlo Fagioli et Luciano Tesi. Il présente une orbite caractérisée par un demi-grand axe de 2,29 UA, une excentricité de 0,22 et une inclinaison de 7,8° par rapport à l'écliptique.

## Compléments